# Oliver Bokelberg

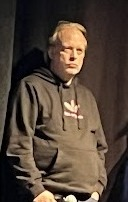
Oliver Bokelberg (2025)

Oliver Bokelberg (* 21. Dezember 1964 in Hamburg) ist ein deutscher Kameramann.

## Leben
Oliver Bokelberg ist der Sohn des Schauspielers und Fotografen Werner Bokelberg.
Von 1985 bis 1988 studierte er an der  Tisch School of the Arts in New York City. Danach drehte er Musikvideos, Werbe- und Dokumentarfilme. Mit dem von  Michael Kreihsl inszenierten Charms Zwischenfälle debütierte Bokelberg 1996 als Kameramann für einen Langspielfilm. Seitdem drehte er Filme wie Station Agent, Ein Freund von mir und Der Kautions-Cop.
Seit 2012 ist Bokelberg Mitglied der American Society of Cinematographers und des Berufsverbandes Kinematografie (BVK).

## Filmografie (Auswahl)
- 1996: Charms Zwischenfälle
- 1997: Lifebreath (Deadly Lovers)
- 1999: Winke und lächle!
- 1999: Heimkehr der Jäger
- 2000: Probieren Sie’s mit einem Jüngeren
- 2001: Paulas Schuld
- 2001: Tatort – Mördergrube
- 2001: Tatort – Kindstod
- 2002: Schimanski – Asyl
- 2003: Jetzt erst recht
- 2003: Station Agent (The Station Agent)
- 2003: Tigermännchen sucht Tigerweibchen
- 2005: Was Sie schon immer über Singles wissen wollten
- 2006: Avenger – Ein Mann im Fadenkreuz (Avenger)
- 2006: Ein Freund von mir
- 2006: Heute heiratet mein Mann
- 2007: Ein Sommer in New York – The Visitor (The Visitor)
- 2009: Der göttliche Mister Faber (Arlen Faber)
- 2010: Der Kautions-Cop (The Bounty Hunter)
- 2011: Win Win
- 2012: Scandal (Fernsehserie, 68 Folgen)
- 2023: Will Trent (Fernsehserie, 1 Folge)
- 2025: Last Days